# 住友重機械ギヤボックス
住友重機械ギヤボックス株式会社は、大阪府貝塚市に本社を置く歯車製造メーカーで、住友重機械工業株式会社の関係会社。
旧社名は大阪製鎖所→大阪製鎖造機→セイサ。1956年に神戸製鋼所の系列になったが、2006年から住友重機械工業の100%子会社になり、神戸製鋼グループからは離れている。

## 主力製品・事業
- 大型歯車減速機
- 増減速機
- SKKギヤモータ(2025年12月末日にて販売終了)
- カップリング
- パラマックス減速機
- コンパワー遊星歯車減速機
- ヘッドコンウォーム減速機

## 主要事業所
- 本社 - 大阪府貝塚市脇浜4-16-1
- 貝塚工場 - 大阪府貝塚市脇浜4-16-1
- 岡山工場 - 岡山県倉敷市玉島乙島8230

## 沿革
- 1916年（大正5年） - 株式会社大阪製鎖所として設立。
- 1935年（昭和10年） - 会社名を大阪製鎖造機株式会社に変更。
- 1937年（昭和12年） - 溝口歯車工場を買収し歯車および各種変速機の製作を開始。
- 1942年（昭和17年） - 貝塚工場を新設。
- 1956年（昭和31年） - 神戸製鋼所のグループ企業となる。
- 1999年（平成11年） - 住友重機械工業のグループ企業となる。
- 2002年（平成14年） -会社名を株式会社セイサに変更。
- 2006年（平成18年） - 上場廃止。株式交換により住友重機械工業の完全子会社となる。
- 2007年（平成19年） - 植田歯車精機工業所と合併。
- 2016年（平成28年） - 会社名を株式会社セイサから住友重機械ギヤボックス株式会社に変更。
- 2017年（平成29年） - 住友重機械工業株式会社PTC事業部ギヤボックス部（岡山県倉敷市）が住友重機械ギヤボックス株式会社に移管統合。